# 民政职业大学
民政职业大学是位于中国北京市的一所公办全日制本科层次职业高等学校，主要培养民政管理、社会工作等方面人才，并负责民政系统干部职工教培、民政职业技能等级认定及标准制定、民政政策理论研究等任务。

## 历史沿革
1959年，中华人民共和国内务部创建内务部干部学校。1968年，在文化大革命的背景下，中共中央撤销内务部，将其工作交由财政部和公安部负责，内务部干部学校随之撤销。
1978年，组建中华人民共和国民政部。1979年，内务部干部学校复校并改建为民政干部学校。1983年12月，该校升格为民政部管理干部学院。
1995年，中华人民共和国民政部成立民政部培训中心，与民政部管理干部学院合署办公，实施一个机构两块牌子。2000年，中国假肢矫形技术中等专业学校、民政部一零一研究所、民政部假肢研究所并入，学院转为非学历培训。
2007年4月，成立民政部社会工作研究中心，具体工作由学院负责。2007年7月，在民政部管理干部学院基础上，组建北京社会管理职业学院，进行学历教育。
2010年，民政部管理干部学院、民政部培训中心、中国假肢矫形培训中心、北京社会管理职业学院整合成新的北京社会管理职业学院，同时与民政部培训中心实施一个机构两块牌子。
2024年，中华人民共和国教育部批准该校升格并更名为民政职业大学。

## 教研机构设置
- 老年福祉学院
- 社会工作学院
- 康复工程学院
- 儿童教育与发展学院
- 生命文化学院
- 婚礼文化与传媒艺术学院
- 思想政治理论教研部（通识教育中心）
- 社会工作研究所
- 《社会福利》编辑部